# Písečná (Jeseníki járás)
Písečná település Csehországban, a Jeseníki járásban. Písečná Hradec-Nová Ves, Česká Ves, Mikulovice és Supíkovice településekkel határos. Lakosainak száma 1053 fő (2024. január 1.).

## Népesség
A település lakosságának változását az alábbi diagram mutatja:
| Lakosok száma | 1001 | 1218 | 1418 | 1068 | 1079 | 1060 | 983  | 978  | 979  | 1053 |
|               | 1869 | 1890 | 1921 | 1950 | 1980 | 2001 | 2017 | 2019 | 2022 | 2024 |